# EPHA2
L'EPHA2 est une protéine de type récepteur EPH. Son gène est EPHA2 situé sur le chromosome 1 humain. Son ligand est l'éphrine A.

## Rôles
Dans la cellule endothéliale, il active certains gènes jouant dans l'inflammation, comme celui de la sélectine P, du VCAM-1 ou de l'ICAM-1 intervenant dans la genèse de l'athérome. Il favorise ainsi l'adhésion des monocytes et régule la prolifération des cellules musculaires lisses.